# Phymateus baccatus
Phymateus baccatus är en insektsart som beskrevs av Carl Stål 1876. Phymateus baccatus ingår i släktet Phymateus och familjen Pyrgomorphidae. Inga underarter finns listade i Catalogue of Life.